# Pink (låt)
Pink är en låt av Aerosmith skriven av Steven Tyler, Richie Supa och Glen Ballard. Låten släpptes som fjärde singeln från albumet Nine Lives (utgivet 1997) och nådde plats nummer 27 på Billboard Hot 100. Låten vann gruppens fjärde och sista "Grammy Award for Best Rock Performance by a Duo or Group with Vocal" och även för "MTV Video Award for Best Rock Video".